# Risedroninezuur
Risedroninezuur, vaak gebruikt als natriumzout, natriumrisedronaat, is een bisfosfonaat dat wordt gebruikt om bot te versterken, osteoporose te behandelen of te voorkomen en de botziekte van Paget te behandelen.
Het werd gepatenteerd in 1984 en goedgekeurd voor medisch gebruik in 1998.

## Farmacologie
| bisfosfonaat | Relatieve potentie |
| ------------ | ------------------ |
| Etidronaat   | 1                  |
| tiludronaat  | 10                 |
| pamidronaat  | 100                |
| alendronaat  | 100-500            |
| Ibandronaat  | 500-1000           |
| Risedronaat  | 1000               |
| zoledronaat  | 5000               |

## Merknamen
Het wordt geproduceerd en op de markt gebracht door Warner Chilcott, Sanofi-Aventis en in Japan door Takeda onder de handelsnamen Actonel, Atelvia en Benet. Het is ook verkrijgbaar in combinatie met calciumcarbonaat, zoals Actonel met Calcium.